# Oxford (Connecticut)
Oxford város az USA Connecticut államában, New Haven megyében. Lakosainak száma 12 706 fő (2020. április 1.).

## Népesség
A település népességének változása:

| 2010 | 12 683 |
| 2020 | 12 706 |